# Usjevna raž
Usjevna raž (obična raž, lat. Secale cereale) je jednogodišnja biljna vrsta iz porodice trava (Poaceae, Gramineae). Samooplodna je biljka dugog dana.

## Osobine
Klasići sastavljeni od 2, rjeđe 3 ili 4 cvijeta, skupljeni su u skupni klas; 5 do 9 mm dug plod, pšeno, koji je sivožućkaste ili zelenkaste boje.
Diploidna raž (2n = 14) ima sitnije zrno, a tetraploidna (2n = 28) krupnije. Obje te raži imaju ozimu i jaru formu, no više se uzgaja ozima (80 do 90%).
Zrno raži prosječno sadrži:
- 80,5 do 84,4% ugljikohidrata,
- 11,8 do 14,6% bjelančevina,
- 1,9 do 3% masti,
- 2,2% vlakana
- 1,8 do 2% pepela u suhoj tvari.

Raž sadrži dosta proteina te vitamina A, E i B.
Smatra se da neki njezini ekstrakti imaju antialergijsko djelovanje, što nije znanstveno dokazano.

## Uzgajanje
Uspijeva do 69,5°sjeverne širine. Strna je žitarica, za koju se smatra da se počela uzgajati oko 1500. pr. Kr. na području današnje Turske. Od tada se proširila u okolna područja.

Najviše se uzgaja u planinskim i brdskim područjima. U nizinama se sije krajem rujna i početkom listopada, a u brdima početkom rujna. Izboji su pri nicanju crvenkasto-ljubičasti.
Njena upotreba u prehrambenoj industriji seže od proizvodnje brašna pa do piva i viskija.
Godine 2005. raž je u svijetu bila zasijana na 6 598 185 ha.

Kao žitarica se najviše uzgaja u sjevernoj Europi.

Najveći su proizvođači raži Rusija (1 900 000ha), Poljska (1 410 248), Ukrajina (610 000ha), Bjelorusija (580 000ha) i Njemačka (555 000 ha).

U Hrvatskoj se raž uzgaja na približno 2000 ha.

## Upotreba
Uzgaja se kao krmna kultura te u industriji octa.
Raž većinom služi za priređivanje vrlo ukusna, probavljiva i dugo svježega kruha, koji sadrži manje škroba pa je pogodan za prehranu dijabetičara.
Koristi se i za stočnu hranu u obliku zrna (brašno, posije), te kao zelena stočna hrana u smjesi s grahoricom ili graškom.